# Facultad de Matemáticas y Estadística (Universidad Politécnica de Cataluña)

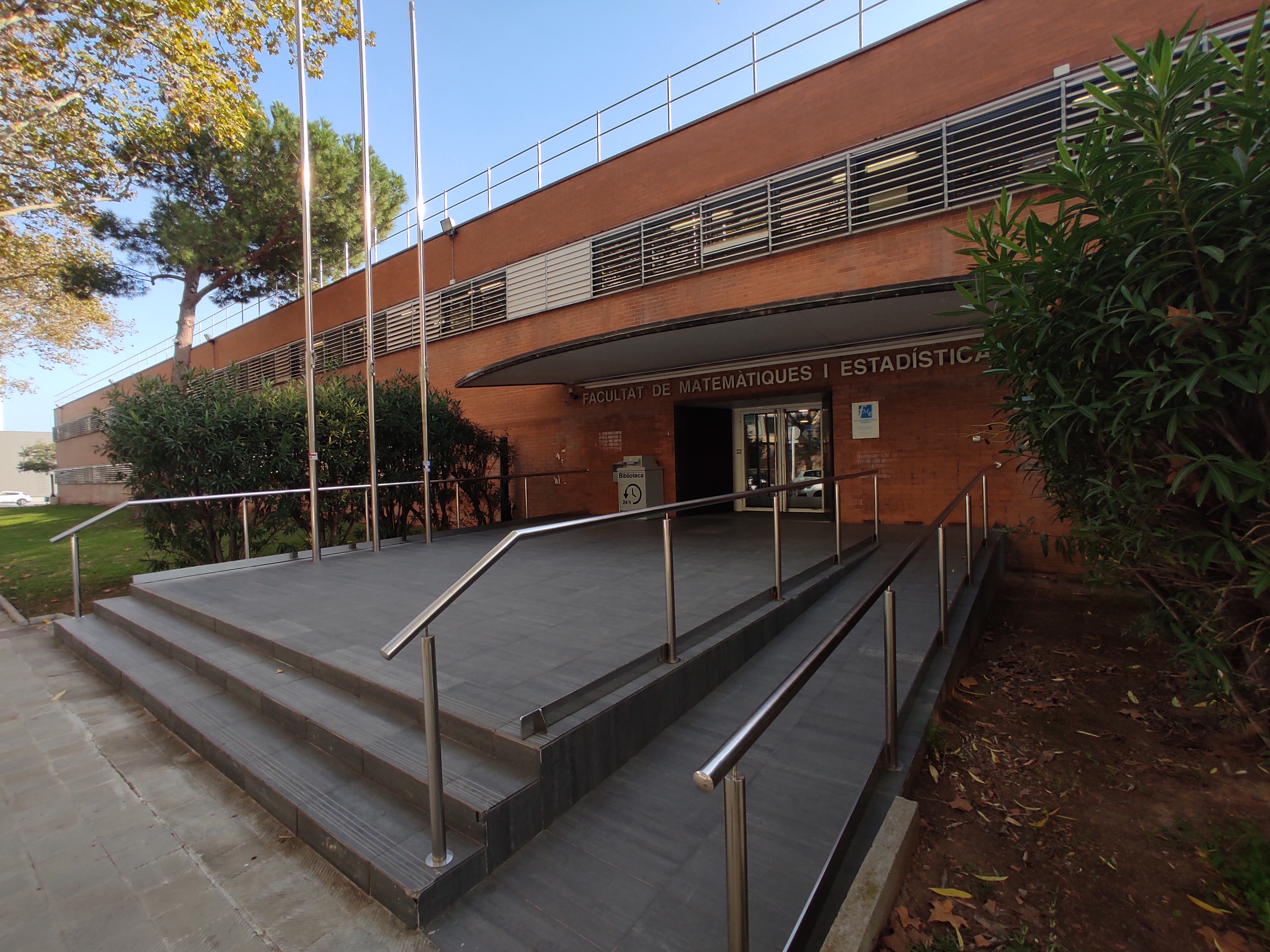
Vista de la Facultad de Matemáticas y Estadística de la UPC, desde la calle de Pau Gargallo

La Facultad de Matemáticas y Estadística de la Universidad Politécnica de Cataluña, conocida como la FME, es el centro encargado de impartir los estudios relacionados con las matemáticas y estadística en dicha universidad. Se encuentra en la Avenida Diagonal de Barcelona.

## Historia
La facultad fue creada en el año 1992, debido a una carta del presidente de la Generalidad de Cataluña Jordi Pujol al entonces rector de la Universidad, el profesor Gabriel Ferraté Pascual, con fecha 11 de abril de 1987:
Ferraté, sé que Hewlett-Packard se ha quejado de que no encuentra “matemáticos empresariales”. ¿Qué es un matemático empresarial? ¿Es grave que no lo tengamos? ¿Conviene que creemos estos estudios? ¿Podemos hacerlo?
La preocupación del presidente llegó incluso al Parlamento de Catalunya, y se sumó a las necesidades y perspectivas de la propia universidad. 
El profesor Jaume Pagès i Fita, entonces vicerrector de Ordenación Académica de la Politécnica, se encargó de impulsar y concretar el proyecto, que cristalizaría en octubre de 1992, con la impartición de la Licenciatura de Matemáticas y la Diplomatura de Estadística, y posteriormente fue incorporando la Licenciatura en Ciencias y Técnicas Estadísticas, la doble titulación de Ingeniería Superior de Telecomunicación y la Licenciatura de Matemáticas.
Los decanos de la facultad son, Joan Solá-Morales Rubio (1992 - 1997), Pere Pascual Gainza (1997 - 2003), Sebastià Xambó Descamps (2003 - 2009), Jordi Quer Bosor (2009 - 2015), Jaume Franch (2015 - 2023), Jordi Guàrdia Rúbies (2023 -).
Entre su profesorado se encuentra Jezabel Curbelo.